# Гопал, Антонио
Антонио Гопал (англ. Antonio Gopal; род. 12 января 1947) — сейшельский легкоатлет, выступавший в барьерном беге; спортивный функционер. Участник летних Олимпийских игр 1980 года. Президент Ассоциации Олимпийских игр и Игр Содружества Сейшельских Островов (с 1992).

## Биография
Антонио Гопал родился 12 января 1947 года.
В 1980 году вошёл в состав сборной Сейшельских Островов на летних Олимпийских играх 1980 года. В беге на 110 метров с барьерами занял последнее, 8-е место в четвертьфинале, показав результат 16,36 секунды и уступив 2,08 секунды попавшему в полуфинал с 6-го места Карлосу Сале из Испании.
В 1979—1982 годах был членом исполкома Ассоциации Олимпийских игр и Игр Содружества Сейшельских Островов, в 1982—1991 годах - генеральным секретарём. В 1992 году занял пост президента, сменив Джона Филипа Маскареньяса.
В 2004—2008 и с 2016 года занимает пост президента международного совета Игр островов Индийского океана.
Был исполнительным директором Национального совета по спорту, управляющим директором корпорации жилищного строительства Сейшельских Островов. Занимает пост управляющего директора фирмы Gopal Construction.
В 2023 году за достижения в развитии олимпийских ценностей и спорта на континенте был награждён орденом «За заслуги» от Ассоциации национальных олимпийских комитетов Африки.

## Личный рекорд
- Бег на 110 метров с барьерами — 15,6 (1980)[4]